# W. D. Snodgrass
William De Witt „W. D.“ Snodgrass (* 5. Januar 1926 in Wilkinsburg, Pennsylvania; † 13. Januar 2009 in Erieville, New York) war ein US-amerikanischer Literaturwissenschaftler, Hochschullehrer sowie Dichter, dessen Werke die Confessional Poetry prägten, die durch das Confessional Movement hervorgerufen wurde, einer von Thomas C. Oden geführten konfessionsübergreifenden evangelikalen Bewegung innerhalb der Mainline-Kirchen, und der für Heart's Needle (1959) den Pulitzer-Preis für Lyrik erhielt.

## Leben

### Studium und Hochschullehrer
Snodgrass, der in Beaver Falls aufwuchs, studierte nach dem Schulbesuch zunächst am Geneva College, ehe er zum Militärdienst bei der US Navy eingezogen wurde und als Schreibstubensoldat im Pazifikkrieg diente. Nach dem Ende des Zweiten Weltkrieges studierte er Theaterwissenschaften an der University of Iowa. Nachdem er jedoch feststellte, dass seine während des Studiums verfassten Bühnenwerke nach Meinung der Dozenten „lausig“ waren, wechselte er zu Kursen im Fach Kreatives Schreiben. Nachdem er 1949 einen Bachelor of Arts (B.A.) erwarb, erhielt er 1951 einen Master of Arts (M.A.). Zu der Zeit gab es in Iowa mit dem Iowa Writers’ Workshop das erste landesweite Universitätsangebot in diesem Fach mit Dozenten wie Robert Lowell, John Berryman, Randall Jarrell und Paul Engle. Zu den Kommilitonen von Snodgrass gehörten Philip Levine, Robert Bly und Donald Justice. 1953 erhielt er einen Master of Fine Arts (M.F.A.).
Nach Abschluss des Studiums übernahm er 1955 selbst eine Professur an der Cornell University und dann 1957 an der University of Rochester, ehe er von 1958 bis 1968 Professor an der Wayne State University war.

### Heart's Needleund sein Einfluss auf dieConfessional Poetry
Teile seine Hauptwerkes Heart's Needle wurden bereits 1957 in der wegbereitenden Anthologie New Poets of England and America und das redigierte Manuskript von Gertrude Buckman, der Witwe von Delmore Schwartz, an Robert Lowell übergeben, der die weitere Veröffentlichung des Werkes beim Verlag Alfred A. Knopf, Inc. einleitete. Inwieweit das Werk von Snodgrass Lowells Gedichtsammlung Life Studies beeinflusste, ist unbekannt, allerdings führte die Bedeutung der beiden Werke dazu, dass Snodgrass für Heart's Needle 1960 den Pulitzer-Preis für Dichtung erhielt, während Lowells Life Studies mit dem National Book Award in der Kategorie Lyrik geehrt wurde. Heart's Needle handelte unmittelbar von seinem eigenen Leben, vor allem vom Verlust seiner Tochter durch einen harten Kampf um das Sorgerecht mit der ersten seiner vier Ehefrau. Das der Sammlung den Namen gebende Gedicht zeigte am stärksten seine dichterische Reichweite und Kraft.
Bereits durch dieses Werk prägte er entscheidend die Confessional Poetry, die durch das Confessional Movement hervorgerufen wurde, einer von Thomas C. Oden geführten konfessionsübergreifenden evangelikalen Bewegung innerhalb der Mainline-Kirchen. Zwar konzentrierte sich der Literaturkritiker M. L. Rosenthal in seinem Essay, der den Begriff der Confessional Poetry prägte, auf die von Lowell 1959 veröffentlichte Life Studies, allerdings war das von Snodgrass zeitgleich veröffentlichte Werk Heart's Needle der Grundstein für diese literarische Stilrichtung der US-amerikanischen Lyrik.
Durch die Confessional Poetry wurden die „Strikturen“ von T. S. Eliot frei gerüttelt und eine „neue Poesie“ geschaffen, um den Repressionen in den USA in den 1950er Jahren gegenüberzutreten. Der Literaturkritiker M. L. Rosenthal beschrieb dies als „Entfernung der Autorenmaske und Offenbarung einer Reihe persönlicher Bekenntnisse, eher beschämend, dass einer durch seine Ehre gebunden ist, sich nicht zu offenbaren“ (‚removing of the authorial mask and revealing a series of personal confidences, rather shameful, that one is honour-bound not to reveal‘).
Die ihm eigene Fähigkeit der Nutzung formeller Strukturen beeinflusste Dichter wie Peter Porter, während späteren Autoren der Confessional Poetry wie Theodore Roethke, Sylvia Plath oder Anne Sexton in weniger formellen Stilen schrieben. Dies führte letztlich zur Änderung der Formalität durch die Autoren der Beat Generation und des „projektiven Verses“, während der free verse der konfessionellen Dichter zum ursprünglichen Stil der aufkeimenden Industrie des kreativen Schreibens im Akademischen wurde, ihre Qualität weniger poetische Virtuosität als emotionale Ehrlichkeit seiner Enthüllungen definierte.

### Lehrtätigkeiten und Spätwerke
1968 übernahm er eine Professur an der Syracuse University und lehrte dort bis 1977. 1977 erschien sein am kontroversesten diskutierten Werkes The Führer Bunker: A Cycle of Poems in Progress, einem Gedichtzyklus, der von Personen während der Endphase des Dritten Reiches erzählt. Eine Kritiker waren der Meinung, dass er zu weit gegangen wäre. 1978 verfasste er selbst eine Adaption als Theaterstück, das 1981 Off-Broadway gespielt wurde.
Zuletzt war er von 1979 bis 1994 Professor an der University of Delaware. Auch nach seiner Emeritierung war er weiter als Autor tätig und verfassten neben 20 Gedichtbänden auch die drei Bücher eklektizistischer Kritik In Radical Pursuit (1975), De/Compositions: 101 Good Poems Gone Wrong (2001) und To Sound Like Yourself: Essays on Poetry (2002) sowie sechs Bände mit Übersetzungen wie Gallows Songs (1967), eine Sammlung von Christian Morgensterns Galgenliedern.
1972 wurde Snodgrass in die American Academy of Arts and Letters und 2002 in die American Academy of Arts and Sciences gewählt.

## Veröffentlichungen
- Heart's needle, 1959
- After experience, 1968
- Syracuse poems, 1969, 1969
- Remains, 1970
- In radical pursuit: critical essays and lectures, 1975
- The Führer Bunker: A Cycle of Poems in Progress, 1977
- If birds build with your hair, 1979
- The boy made of meat, 1983
- Six Minnesinger Songs (Burning Deck Poetry Series), 1983
- D.D. Byrde Calling Jennie Wrenn, 1984
- Heinrich Himmler, 1985
- The kinder capers, 1986
- Selected Poems 1957-1987, 1987
- The midnight carnival, 1988
- W.D.'s midnight carnival, 1988
- W.D. Snograss, an Interview (Contemporaries), 1989
- The death of Cock Robin, 1989
- Each in his season, 1993
- The Führer Bunker: The Complete Cycle, 1995
- W.D. Snodgrass in conversation with Philip Hoy, 1998
- Selected Translations (New American Translations, No 10), 1998
- After-images, 1999
- De/compositions, 2001
- To Sound Like Yourself, 2002
- Not for specialists, 2006

## Hintergrundliteratur
- William White: W. D. Snodgrass: A Bibliography, Wayne State University Library, 1960
- Paul L. Gaston: W. D. Snodgrass, Boston: Twayne, 1978
- Stephen H. Haven: The Poetry of W. D. Snodgrass: Everything Human, University of Michigan Press, 1993
- Philip Raisor: Tuned and under Tension: The Recent Poetry of W. D. Snodgrass, University of Delaware Press, 1998